# İlhan Cihaner

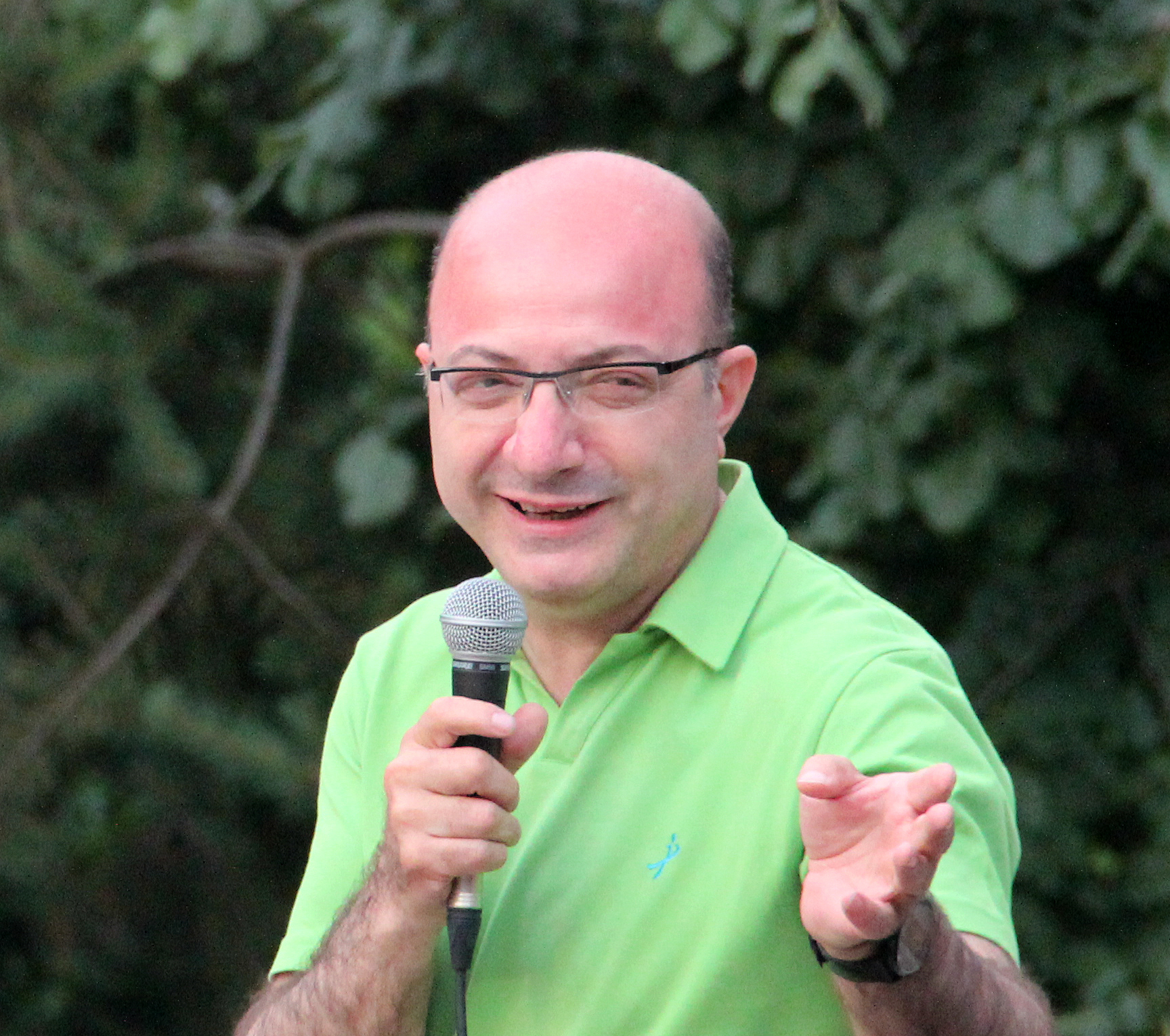
İlhan Cihaner

İlhan Cihaner (* 1968 in Kars) ist ein türkisches Parlamentsmitglied und ehemaliger Oberstaatsanwalt.

## Berufliche und politische Laufbahn
Cihaner arbeitete in Reyhanlı, İdil und Çamlıdere als Staatsanwalt (Cumhuriyet Savcısı). In Vezirköprü, Alaşehir und Erzincan arbeitete er als Cumhuriyet Başsavcısı (deutsch: Oberstaatsanwalt) und in Adana wiederum als einfacher Staatsanwalt.
Cihaner sorgte 1999 für Aufmerksamkeit, weil er als Staatsanwalt in İdil gegen Staatsbedienstete, Offiziere, Dorfschützer und Überläufer ermittelte. Cihaner verfasste einen dreiseitigen Bericht (fezleke) über eine landesweit tätige klandestine Organisation, die er als JİTEM bezeichnete. Dieser Organisation legte er Morde, „Verschwindenlassen“ von festgenommenen Personen, Entführungen und Bombenattentate zur Last. Cihaner erklärte sich für unzuständig und übergab das Verfahren dem später aufgelösten Staatssicherheitsgericht in Diyarbakır. Seitdem wurden lediglich Verfahren gegen namentlich erwähnte Dorfschützer und  Überläufer, aber nicht gegen erwähnte Offiziere eröffnet, auch weil der Fall zwischen der Großen Strafkammer Diyarbakır, der Militärgerichtsbarkeit und dem Kompetenzkonfliktgericht hin und her geschoben wurde.

### Ablösung als Staatsanwalt, Verhaftung, Degradierung und Wechsel in die Politik
Cihaners Ermittlungen in Erzincan gegen die dortige islamische İsmail-Ağa-Gemeinde wegen Betrugs, illegaler Spendensammlungen und illegalen Unterrichts von Kindern im Vor- und Grundschulalter führten 2013 zu Bewährungsstrafen gegen elf Angeklagte. Nach mehreren Verhaftungen im Rahmen einer Operation im Zusammenhang mit den Ermittlungen entsandte das von der islamisch-konservativen AKP-Regierung geführte Justizministerium nach Anweisung des Ministers Sadullah Ergin Spezialermittler, um Cihaners Ermittlungen zu kontrollieren. Die Ermittlungen gegen Cihaner dauerten vier Monate an. Gleichzeitig gab es Kompetenzstreitigkeiten mit dem Sonderstaatsanwalt von Erzurum, der die Ermittlungen ausweiten wollte und die İsmail-Ağa-Gemeinde als bewaffnete Organisation anklagen wollte. Cihaner gab das Verfahren schließlich nach Erzurum ab. Derselbe Staatsanwalt ließ fast ein Jahr später in einem Ermittlungsverfahren gegen Cihaner dessen Wohnräume und Arbeitsplatz durchsuchen, worauf Cihaner unter dem Verdacht festgenommen wurde, ein Mitglied Ergenekons zu sein und seine Amtsgewalt missbraucht zu haben.
Der Kassationshof ordnete seine umgehende und bedingungslose Haftentlassung aufgrund mangelnder Beweise an und stellte einen Strafantrag gegen das den Fall behandelnde Gericht in Erzincan. Danach wurde Cihaner degradiert und in einem niedrigeren Rang als Staatsanwalt der Republik nach Adana versetzt. Cihaner selbst kommentiert die Situation, in die er geriet, nachdem er gegen religiöse Bruderschaften ermittelt hat, so: „Jeder, der gegen diese Gruppen vorgeht, landet im Gefängnis und sieht sich einer Anklage gegenüber. Alles wird von einer Zentrale aus gelenkt.“ Weiter sagt er dazu: „In diesem Land werden Generäle und Richter illegal abgehört. Dem müsste die Staatsanwaltschaft und der Nachrichtendienst einen Riegel vorschieben. Aber sie tun nichts. Ich habe gegen diese Gruppierungen Ermittlungen aufgenommen und wurde dabei behindert. Die Leute, die in diesem Machtspiel die Fäden in den Händen halten, haben über meinen Kopf hinweg gewissen Kreisen Mitteilungen zukommen lassen.“
Cihaner sah neben der İsmail-Ağa-Gemeinde auch die Fethullah-Gülen-Bewegung als für seine Festnahme verantwortlich an. Er kritisierte den Einfluss der Gülen-Bewegung mit den Worten: „Wer sich mit Gülen anlegt, wird vernichtet“.
Bei der Parlamentswahl 2011 kandidierte Cihaner für die Cumhuriyet Halk Partisi (CHP) in der Provinz Denizli und wurde in die Nationalversammlung gewählt.